# Henning Matzen
Henning Matzen (28 décembre 1840 - 18 juillet 1910) est un homme politique danois, juriste et président du Landsting, une chambre du parlement. Il est membre du Landsting de 1879 à 1910, représentant le parti conservateur Højre, et son président de 1894 à 1902.

## Biographie
Il est diplômé de l'Université de Copenhague avec un diplôme en droit en 1864 et il devient professeur à l'université en 1870. En tant que l'un des principaux interprètes danois du droit constitutionnel de son temps, il est l'expert juridique qui fournit au président du Conseil Jacob Brønnum Scavenius Estrup les interprétations de la constitution qui rendent possible sa règle sur les lois provisoires de 1885 à 1894. En 1902, il est président des cinq arbitres de La Haye dans le différend du Fonds Pieux de la Californie entre les États-Unis et le Mexique, après avoir été choisi par les quatre autres arbitres. Il s'agit du premier différend entre États arbitré par la Cour permanente d'arbitrage.